# Акоп Ссеци
Акоп Ссеци (арм. Հակոբ Սսեցի) — армянский поэт XVII века.

## Биография
Родился в Сисе, примерно в 1600 году. Происходил из знатного рода Аджпахян. Был женатым иереем, хранителем церковных ключей, после смерти жены принял монашество и впоследствии стал вардапетом. Бо́льшую часть жизни прожил в родном Сисе, но некоторое время путешествовал, был в городах Карасу (Крым) и Константинополь, о которых написал путёвые заметки в стихах. В Крыму по-видимому общался с Хаспеком, или по крайней мере познакомился с его творчеством, о чём свидетельствуют общие строки в их стихах. 

Сохранились семь стихотворений авторства Ссеци, которые в основном имеют воспитательный характер. Лучшими из них считаются стихи «Против закононарушителей», «Этот таг гусанский» и «О, бесценная жемчужина». Особый интерес представляет его способ сообщать о дате написания произведения. Вместо того, чтобы писать год по армянской системе счисления, он, для сохранения рифмы, придумывал слова, числовые значения букв которых в суммарном итоге дают необходимую дату.

## Произведения
- «Изложение вардапетов армянских начиная с Гоша» (арм. «Շարադրութիւն վարդապետաց Հայոց ի Գօշայ», 1635 г.) — Составленный в стихах перечень армянских вардапетов и их сочинений, начиная с Мхитара Гоша. Помимо Мхитара Гоша упоминаются Григор Татеваци, Есаи Нчеци, Иоанн Воротнеци, и т.д.. Особой художественной ценности из себя не представляет, этим произведением автор хотел освежить у армян память об их истории и литературе, воспитать патриотический дух и укрепить христианские корни[4].

Библиотека св. Иакова, рукопись № 68
- «О, бесценная жемчужина» (арм. «Այ անգին գոհար», 1636 г.) — Элегия на смерть своей жены. Написана акростихом, первые буквы строф составляют предложение "Сказал иерей Акоп" (арм. "Յակոբ երէց ասաց"). Написана на разговорном языке и содержит элементы народного фольклора. Отличается оригинальным стилем написания, что не позволяет считать её типичной лирической поэмой, несмотря на сюжет. В поэме Акоп не выражает свои чувства к потерянной жене, а восхваляет её красоту и обаяние, выражает желание забыть о своём горе и залечь раны памятью о красоте и любви жены.

Матенадаран, рукопись № 7717, листы 196а—196б
Матенадаран, рукопись № 7039, листы 155б—156а
- ? (арм. «Յառ ի մէջ գետից», 1636 г.)

Библиотека св. Иакова, рукопись № 68
- «Против закононарушителей» (арм. «Վասն պախարակելոյ օրինազանցիցն», 1642 г.) — Автор критикует всех, кто отконился от христианского учения, критикует общество за его высокомерие, распространение коррупции, курение табака и опиума. С особой болью и нескрытым позором отмечает, что разврат и испорченность проникли во все слои духовенства, от простого дьякона до патриарха[2]. Если священнослужители высоких чинов называются "взяточникамии и обманщиками, у которых не осталось более ничего святого", то отношение к священникам низкого ранга более мягок, они упрекаются за необразованность и нахальность. Ответственность на царящее беззаконие возлагает на светских феодальных правителей, считая причиной такого состояния общества их корысть и алчность. Намного снисходительнее его отношение к простым людям, критикуя которых автор даёт понять, что их проступки невинны по сравнению с злодеяниями некоторых священников.

Матенадаран, рукопись № 41, листы 156б—157а
Матенадаран, рукопись № 8482, листы 1б—2а
- «Откровение просвещённых слов Твоих» или «Стих об авторах шараканов» (арм. «Յայտնում բանից քոց լուսաւոր» или «Բանաւոր վասն ցուցանելոյ զերգող շարականաց», 1643 г.) — Составленный в стихах перечень армянских шараканов и их авторов. Написан акростихом, первые буквы строф составляют предложение "Вардапетом Акопом Ссеци, по просьбе иерея Иоанна" (арм. "Յակոբ վարդապետ Սըսցո, խնդրէ Յոհան էրէց"). Упоминаются Месроп Маштоц, Саак Партев, Мовсес Хоренаци, Иоанн Мандакуни, Анания Ширакаци, Ованес Ерзнкаци, Нерсес Ламбронаци, Комитас Ахцеци, Нерсес Шнорали, Григор Магистрос, Ованес Одзнеци, Степанос Мокаци, Хачатур Кечареци, Степанос Сюнеци, и другие. Как и «Изложение вардапетов», автор преследовал образовательно-просветительские цели[4].

Матенадаран, рукопись № 3107, листы 137б—139а
Матенадаран, рукопись № 7217, лист 70а
- «Этот таг гусанский» (арм. «Այս տաղ գուսական», 1649 г.) — Путёвая заметка о Карасу в стихах. Описываются красивые дома и сады, встречающиеся там птицы, содержит интересные сообщения о социально-экономической жизни, ярмарках, церквях, минаретах, банях, мостах и других архитектурных зданиях города[3]. Сначала автор перечисляет действующие церкви и часовни, а также имена работающих в них служителей, и только потом остальные достопримечательности города, объясняя это тем, что "о телесном надо говорить после духовного". Чувствуется влияние народной поэзии, в частности искусства армянских ашугов.

Матенадаран, рукопись № 3411, лист 179
Матенадаран, рукопись № 2394, листы 176а—179а
- «О городе Византии» (арм. «Ի վերայ քաղաքին Բուզանդիոյ», 1650 г.) — Путёвая заметка о Константинополе в стихах. Написана в Карасу, после недолгой поездки в Константинополь. Напоминает по стилю и структуре «Этот таг гусанский»[4].

рукопись хранится в частной коллекции в Алеппо
Комментарии
1. ↑  Аджпахян (арм. Աջպահյան, дословно: хранители правой руки) — армянский знатный род из Сиса, традиционно хранящий реликвию правой руки Григора Лусаворича. Основателем рода считается брат короля Хетума II, епископ Ованес.
2. ↑  Так, например в одном стихотворении призываетя "найти год ХАРАБАБА (ՂԱՌԱԲԱԲԱ) армянской эры". При сложении числовых значений букв ('Х' (Ղ) = 90, 'А' (Ա) = 1, 'Р' (Ռ) = 1000, 'Б' (Բ) = 1000) получается 90+1+1000+1+2+1+2+1=1098 год армянской эры, т.е. 1649 год. Стандартное написание даты было бы ՌՂԸ (1000 + 90 + 8).